# Anisomysis sirielloides
Anisomysis sirielloides är en kräftdjursart som beskrevs av Mihai Bacescu 1975. Anisomysis sirielloides ingår i släktet Anisomysis och familjen Mysidae. Inga underarter finns listade i Catalogue of Life.